# Egységes országos vetület
Az egységes országos vetület (EOV) a magyarországi földmérési térképek vetületi rendszere, amit 1975-ben vezettek be, összhangban az egységes országos térképrendszerrel (EOTR). Ferdetengelyű, szögtartó, ún. süllyesztett hengervetület. Alapfelülete a Nemzetközi Geodéziai Unió által az 1967-ben elfogadott IUGG 67 elnevezésű forgási ellipszoidon (nagytengelyének fele 6 378 160 m, lapultsága (1/f): 298,247167427) alapuló HD72 (Hungarian Datum 1972) dátum.
Az ország teljes területét egy hengervetület fedi le. A koordináta-tengelyek tájolása ÉK-i, vagyis a pozitív X iránya északra, a pozitív Y iránya keletre mutat. 
Az x tengely a gellérthegyi alapponton áthaladó kezdő meridián vetített képe, az y tengely pedig Magyarország középső szélességi vonala közelében haladó és a kezdő meridiánra merőleges legnagyobb gömbi kör vetített képe. A számítások egyszerűsítése érdekében a koordináta-tengelyeket önmagukkal párhuzamosan X irányban 200 000, Y irányban 650 000 méterrel eltolták azért, hogy az egész ország területe az első koordináta-negyedbe essék. Az X koordináta értéke 400 000 m-nél mindig kisebb, az Y koordináta pedig 400 000 m-nél mindig nagyobb, ezzel is védelmet biztosítva a koordináták esetleges felcserélése ellen. Az ingatlan nyilvántartási és polgári topográfiai térképek ebben a vetületi rendszerben készülnek.
A nagyobb térinformatikai szoftverek támogatják az ebbe a vetületbe történő leképezést. A nemzetközi térinformatikai adatbázisban az EOV rendszer azonosítója (srid) 23700, amelyen keresztül több formátumban is elérhető a vetület leírása.
A navigációs rendszerek által igényelt, elforgatási, eltolási és méretarány-eltérési paraméterekkel való vetületi leírásokhoz a WGS84, illetve az azt megvalósító ETRS89 abszolút elhelyezkedésű ellipszoidra kell tudni átszámítani a koordinátákat. Az EOV országosan érvényes, HD72 és ETRS89 rendszerek közötti transzformációs paramétereit az MSZ 7222:2002 számú Magyar Szabvány rögzíti.